# Radiocomunicación por microondas

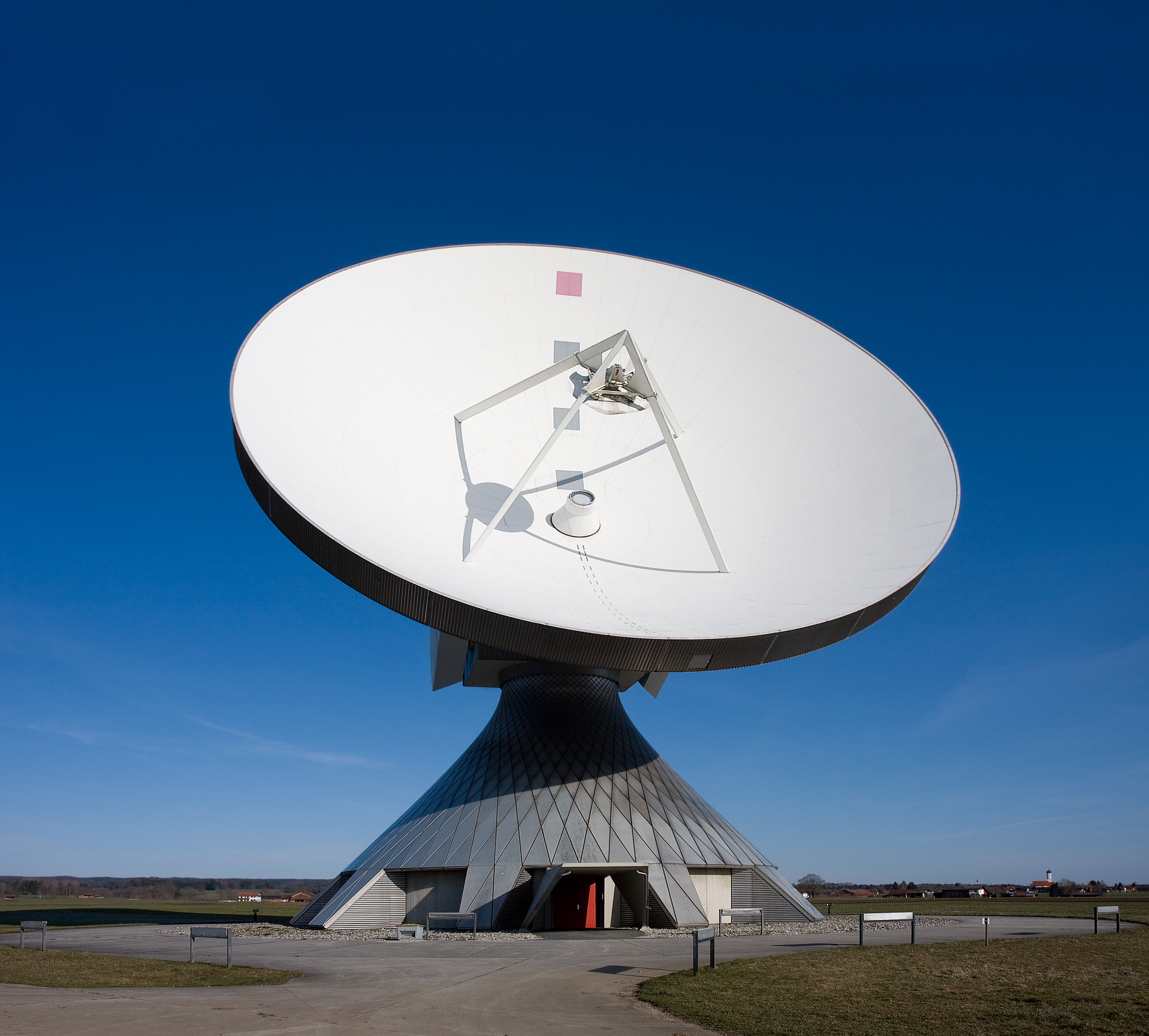
Una antena parabólica de microondas vía satélite (Raisting, Alemania)

La radiocomunicación por microondas se refiere a la transmisión de datos o voz a través de radiofrecuencias con longitudes de onda en la región de frecuencias de microondas.

## Definición
Se denominan como microondas a las ondas electromagnéticas con frecuencias (f) comprendidas entre f=300 MHz, y f=300 GHz, cuyos períodos de oscilación (T=1/f) están entre 3,3 x10e-9  y 3,3 x10e-12 segundos, con longitudes de onda en el rango de 1 metro en 300 MHz a 1 milímetro en 300 GHz. Otras definiciones, por ejemplo las de los estándares IEC 60050 y IEEE 100 sitúan su rango de frecuencias entre 1 GHz y 30 GHz, es decir, longitudes de onda de entre 30 centímetros a 10 milímetros.
El rango de las microondas está incluido en las bandas de radiofrecuencia. De 0.3 a 3 GHz en la UHF (ultra high frequency o frecuencia ultra alta), de 3 a 30 GHz en la SHF (super high frequency o frecuencia superalta) y de 30 a 300 GHz en la EHF (extremely high frequency o frecuencia extremadamente alta). A las microondas de mayor frecuencia y menor longitud de onda se las denomina ondas milimétricas.

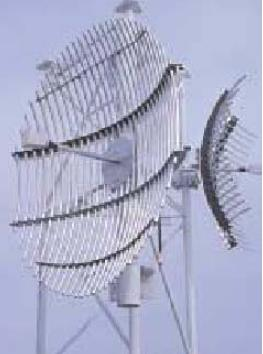
Antenas de tipo rejilla, pueden ser usadas en frecuencias de microondas bajas, por debajo de 2.5 GHz.

Gran parte de los sistemas de comunicación establecidos desde mediados de las década de 1980 es de naturaleza digital y como es lógico transportan información en forma digital. Sin embargo, los sistemas terrestres de radio repetidoras de microondas que usan frecuencias portadoras moduladas en (FM) o moduladas digitalmente ya sea en QAM o en PSK, siguen constituyendo el 35% del total de los circuitos de transporte de información en los Estados Unidos. Existen una variedad de sistemas de microondas funcionando a distancias que varían de 15 a 4000 millas, los sistemas de microondas de servicio intraestatal o alimentador se consideran en general de corto alcance, porque se usan para llevar información a distancias relativamente cortas, por ejemplo hacer una radiocomunicación entre ciudades que se encuentran en un mismo país. Los sistemas de microondas de largo alcance son los que se usan para llevar información a distancias relativamente mucho más largas, por ejemplo, en aplicaciones de rutas interestatal y de red primaria. Las capacidades de los sistemas de radio de microondas van desde menos de 12 canales de banda de voz hasta más de 22000. Los primeros sistemas tenían circuitos de banda de voz multiplexados por división de frecuencia, y usaban técnicas convencionales, de modulación en frecuencia no coherente, los más modernos tienen circuitos de banda de voz modulados por codificación de pulsos y multiplexados por división de tiempo usan técnicas de modulación digital más modernas, como la modulación de conmutación de fase (PSK) o por amplitud en cuadratura (QAM).

## Microondas analógicas y digitales

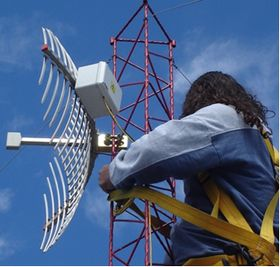
Enlace de microondas

La gran mayoría de los sistemas actuales de radio de microondas es de modulación de frecuencia, que es de naturaleza analógica. Sin embargo, en fechas recientes se han elaborado nuevos sistemas que usan modulación por conmutación de fase, o por amplitud en cuadratura, que son formas básicamente de modulación digital. También se habla de sistemas satelitales que usan PCM o PSK, estos dos sistemas son similares a los sistemas terrestres de radio de microondas, sin duda los dos sistemas comparten muchas frecuencias. La diferencia principal entre los sistemas satelitales y terrestres de radio, es que los sistemas satelitales propagan señales fuera de la atmósfera terrestre, por lo que son capaces de llevar señales mucho más lejanas, usando menos transmisores y receptores.

## Modulación de frecuencia y amplitud
En los sistemas de radio de microondas se usa modulación en frecuencia (FM) más que modulación en amplitud (AM), esto se explica porque las señales de amplitud modulada son más sensibles a no linealidades de amplitud también son inherentes a los amplificadores de microondas de banda ancha. En cambio las señales emitidas en frecuencia modulada son relativamente más robustos a esta clase de distorsión no lineal, y se pueden transmitir por amplificadores que tengan no linealidad de compresión o de amplitud, con relativamente poco demérito. También, las señales emitidas en FM son menos sensibles al ruido aleatorio y se pueden propagar con menores potencias de transmisión.
El ruido de intermodulación es un factor imprescindible en el diseño de sistemas de radio FM. En los sistemas de AM, este ruido es provocado a la no linealidad de amplitud en la repetidora. En los sistemas de FM, el ruido de intermodulación es provocado principalmente por la distorsión de la ganancia de transmisión y del retardo. En consecuencia, en los sistemas FM es una función de la amplitud de la señal y de la magnitud de la desviación en frecuencia. Así las características de las señales de frecuencia modulada son más adecuadas para la transmisión por microondas que las de amplitud modulada.

## Sistemas de radio por microondas con frecuencia modulada
Los sistemas de radio por microondas que usan modulación de frecuencia se conocen ampliamente por proporcionar comunicaciones flexibles, confiables y económicas, de punto a punto, cuando usan la atmósfera terrestre como medio de transmisión. Los sistemas de microondas FM que se usan con el equipo multiplexor adecuado son capaces de conducir en forma simultánea desde unos pocos circuitos de voz de banda angosta, hasta miles de circuitos de voz de alta velocidad, audio de calidad comercial y televisión comercial. Los estudios comparativos de costo han demostrado que los sistemas radio por microondas con modulación por frecuencia (FM) es, casi siempre, el método más económico de proporcionar circuitos de comunicaciones cuando no hay ya cables metálicos ni fibras ópticas, o cuando existen duras condiciones de terreno o de clima. También, los sistemas de microondas FM se pueden ampliar con facilidad.
En la figura se ve un diagrama de bloques simplificado de un sistema de microondas de FM. La banda base es la señal compuesta que modula la portadora FM, y que puede abarcar uno o más de los sistemas siguientes.
1. Canal de banda de voz multiplexado por división de frecuencia.
2. Canales de banda de voz multiplexados por división de tiempo.
3. Vídeo compuesto de calidad comercial o teléfono visual.
4. Datos en banda ancha.
5. Ancho de Banda en Fibra Óptica 4,5 MHz.

### Radiotransmisor de microondas de FM
En la transmisión de microondas FM que se muestra el diagrama de bloques del transmisor, una etapa de pre-amplificación (pre-énfasis) antecede al modulador de frecuencia (desviador de FM). Esta pre-amplificación aumenta la amplitud de las señales de la banda base superior. Permitiendo que las frecuencias de la banda base inferior modulen la frecuencia de la portadora de FI, y que la frecuencia de la banda base superior modulen la fase de esa portadora. Con este diagrama de bloques se asegura una relación de señal a ruido más uniforme en todo el espectro de banda base. La etapa del desviador de FM entrega la modulación de la portadora de FI que al finalizar se convierte en la principal portadora de microondas, normalmente las frecuencias típicas intermedias están entre 60 y 80 MHz, donde lo más adecuado es 70MHz. En el desviador FM se usa modulación en frecuencia de bajo índice. Donde los índices de modulación se mantienen entre 0.5 y 1, de esta manera se realiza una señal FM de banda angosta en la salida del desviador, en consecuencia el ancho de banda de la F1 se asemeja a la de AM común y se aproxima al doble de la frecuencia máxima de la banda base.

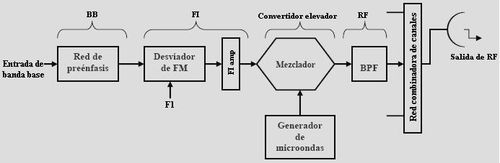
Diagrama de bloques del radiotransmisor

La F1 y sus bandas laterales asociadas se convierten a las mayores frecuencias de la región de microondas, mediante el mezclador, el oscilador de microondas y filtro pasa banda. Para trasladar las F1 a la etapa de RF se usa mezclado y no multiplicación porque el índice de modulación no cambia por el proceso de heterodinado. También al multiplicar la portadora de F1 se multiplicarían la desviación de frecuencia y el índice de modulación aumentando así el ancho de banda.
Los generadores de microondas está constituido por un oscilador de cristal seguido por una serie de multiplicadores de frecuencia. Por ejemplo un oscilador de cristal de 125 MHz seguido por una serie de multiplicadores, con factor combinado de multiplicación igual a 48, se podría usar para una frecuencia de portadora de microondas de 6 GHz. La red combinadora de canales proporciona un medio de conectar más de un transmisor de microondas de una sola línea de transmisión que alimente a la antena.

### Radioreceptor de microondas de FM

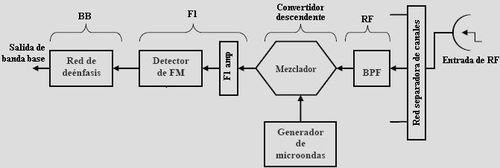
diagrama de bloques del radioreceptor

Diagrama de bloques del receptor: Se muestra el radiorreceptor de microondas de FM, donde el bloque de la red separadora de canales proporciona el aislamiento y el filtrado necesario para separar canales de microondas individuales, y dirigidos hacia sus respectivos receptores. El filtro pasa banda, el mezclador AM y el oscilador de microondas bajan las frecuencias desde RF de microondas hasta las F1, y las pasan al demodulador FM. Donde este demodulador es un detector convencional, no coherente de FM. A la salida del detector de FM, una red de-énfasis restaura la señal de banda base a sus características originales de amplitud en función de la frecuencia.

## Ventajas de las radiocomunicaciones por microondas
Los radios de microondas emiten señales usando como medio la atmósfera terrestre, entre transmisores y receptores,  para una mejor emisión y recepción, estos se encuentran en la cima de torres a distancias de 15 a 30 millas. Así los sistemas de radio de microondas tienen la ventaja obvia de contar con capacidad de llevar miles de canales individuales de información entre dos puntos, dejando a un lado la necesidad de instalaciones físicas, tales como los cables coaxiales o fibras ópticas. Así claro esta, se evita la necesidad de adquirir derechos de vías a través de propiedades privadas, además las ondas de radio se adaptan mejor para salvar grandes extensiones de agua, montañas altas o terrenos muy boscosos que constituyes formidables obstáculos para los sistemas de cable.
Entre las ventajas de radio de microondas están las siguientes:
- Los sistemas de radio no necesitan adquisiciones de derecho de vía entre estaciones.

- Cada estación requiere la compra o alquiler de solo una pequeña extensión de terreno.

- Por sus grandes frecuencias de operación, los sistemas de radio de microondas pueden llevar grandes cantidades de información.

- Las frecuencias altas equivalen longitudes cortas de onda, que requieren antenas relativamente pequeñas.

- Las señales de radio se propagan con más facilidad en torno a obstáculos físicos, como por ejemplo, a través del agua o las montañas altas.

- Para la amplificación se requieren menos repetidores.

- Las distancias entre los centros de conmutación son menores.

- Se reducen al mínimo las instalaciones subterráneas.

- Se introducen tiempos mínimos de retardos.

- Entre los canales de voz existe un mínimo de diafonía.

- Son factores importantes la mayor confiabilidad y menores tiempos de mantenimiento.

### Radioenlace
Un radioenlace terrestre o microondas terrestre provee conectividad entre dos sitios (estaciones terrenas) en línea de mira (Line-of-Sight, LOS) usando equipo de radio con frecuencias de portadora por encima de 1 GHz. La forma de onda emitida puede ser analógica (convencionalmente en frecuencia modulada) o digital.
Las microondas son ondas electromagnéticas cuyas frecuencias se encuentran dentro del espectro de las superaltas frecuencias, SHF.
También se suele ofrecer por los instaladores de WiMAX para ofrecer servicio desde los lugares donde hay cobertura a aquellos cercanos en los que no la hay.

## Modulación en microondas
Los generadores de microondas son generadores críticos en cuanto a la tensión y la corriente de funcionamiento.
Uno de los medios es no actuar sobre el generador o amplificador pero si utilizar un dispositivo diodo pin en la guía de salida, modulada directamente la amplitud de la onda.
Otro medio es utilizar un desfasador de ferrita y modular la onda en fase. En este caso es fácil obtener modulación en frecuencia a través del siguiente proceso:
En una primera etapa, se modula en FM una portadora de baja frecuencia, por ejemplo 70 MHz.
En una segunda etapa, esta portadora modulada es mezclada con la portadora principal en frecuencia de GHz, por ejemplo 10 GHz.
Un filtro de frecuencias deja pasar la frecuencia suma, 10070 MHz con sus bandas laterales de 3 MHz y por lo tanto la banda pasante será de 10067 a 10073 MHz que es la señal final de microondas.
En el receptor se hace la mezcla de esta señal con el oscilador local de 10 GHz seguido de un filtro que aprovecha la frecuencia de diferencia 70 MHz la cual es amplificada y después detectada por las técnicas usuales en FM.

## Rango de frecuencias
Las principales frecuencias utilizadas en microondas se encuentran alrededor de los 12 GHz, 18 y 23 GHz, las cuales son capaces de conectar dos localidades entre 1 y 25 kilómetros de distancia una de la otra. El equipo de microondas que opera entre 2 y 6 GHz puede transmitir a distancias entre 30 y 50 kilómetros.

## Estructura general de un radioenlace por microondas
Equipos
Un radioenlace está constituido por equipos terminales y repetidores intermedios. La función de los repetidores es salvar la falta de visibilidad impuesta por la curvatura terrestre y conseguir así enlaces superiores al horizonte óptico. La distancia entre repetidores se llama salto .
Los repetidores pueden ser:
- Activos
- Pasivos

## Antenas para enlaces de radio por microondas
La antena utilizada generalmente en los enlaces de radio por microondas son del tipo parabólico. El tamaño típico es de un diámetro de unos 3 metros. La antena es fijada rígidamente, y transmite un haz estrecho que debe estar perfectamente enfocado hacia la antena receptora.
Estas antenas de microondas se deben ubicar a una altura considerable sobre el nivel del suelo, con el fin de conseguir mayores separaciones posibles entre ellas y poder superar posibles obstáculos. Sin obstáculos intermedios la distancia máxima entre antenas es de aproximadamente 150 km, con antenas repetidoras, claro está que esta distancia se puede extender, si se aprovecha la característica de curvatura de la tierra, por medio de la cual las microondas se desvían o refractan en la atmósfera terrestre.
Por ejemplo dos antenas de microondas situadas a una altura de 100 m pueden separarse una distancia total de 82 km, esto se da bajo ciertas condiciones, como terreno y topografía. Es por ello que esta distancia puede variar de acuerdo a las condiciones que se manejen.
La distancia cubierta por enlaces microondas puede ser incrementada por el uso de repetidoras, las cuales amplifican y redireccionan la señal, es importante destacar que los obstáculos de la señal pueden ser salvados a través de reflectores pasivos.
La señal de microondas transmitidas es distorsionada y atenuada mientras viaja desde el transmisor hasta el receptor, estas atenuaciones y distorsiones son causadas por una pérdida de potencia dependiente a la distancia, reflexión y refracción debido a obstáculos y superficies reflectoras, y a pérdidas atmosféricas.
Reflector parabólico: se construye de fibra de vidrio o aluminio. El caso de fibra de vidrio se construye con un laminado reforzado con resina poliéster; la superficie se metaliza con zinc.
Eficiencia: en una antena se ve reducida la ganancia por las siguientes causas:
- Spill over: la potencia incidente es irradiada en todas las direcciones por el borde de la parábola (rendimiento 90%).
- El iluminador tiene un diagrama de emisión que abarca más que la superficie de la antena (rendimiento de 70%).
- El iluminador absorbe parte de la energía reflejada en la parábola porque obstruye el camino (rendimiento de 95%).
- La rugosidad del reflector produce una diferencia de fase en las ondas reflejadas (rendimiento de 93%).
- Se genera una diferencia de fase cuando el iluminador no está exactamente en el foco de la parábola (rend. 98%).
- Como el reflector no es un conductor ideal parte de la energía penetra en el material y es absorbida (rendimiento 99%).

## Consideraciones en un radioenlace
El clima y el terreno son los mayores factores a considerar antes de instalar un sistema de microondas.
En resumen, en un radioenlace se dan pérdidas por:
- Espacio libre
- Difracción
- Reflexión
- Refracción
- Absorción
- Desvanecimientos
- Desajustes de ángulos
- Lluvias
- Gases y vapores
- Difracción por zonas de Fresnel (atenuación por obstáculo)
- Desvanecimiento por múltiple trayectoria (formación de ductos)

## Aplicaciones
El uso principal de este tipo de transmisión se da en las telecomunicaciones de largas distancias, se presenta como alternativa del cable coaxial o la fibra óptica.
Este sistema necesita menor número de repetidores o amplificadores que el cable coaxial pero necesita que las antenas estén alineadas.
Los principales usos de las microondas terrestres son para la transmisión de televisión y voz.
Los enlaces de microondas se suelen utilizar para enlazar edificios diferentes, donde la instalación de cable conllevaría problemas o seria más costosa. Sin embargo, dado que los equipos de microondas terrestres suelen utilizar frecuencias con licencia, las organizaciones o gobiernos que conceden las licencias imponen limitaciones económicas y financieras adicionales.
Las principales aplicaciones de un sistema de microondas terrestre son las siguientes:
- Telefonía básica (canales telefónicos).
- Datos, incluyendo WiMAX.
- Telégrafo/Télex/Facsímil.
- Canales de Televisión.
- Video.
- Telefonía celular (entre troncales).
- Transmisión de televisión y voz.

Las microondas terrestres siguen conformando un medio de comunicación muy efectivo para redes metropolitanas para interconectar bancos, mercados, tiendas departa-mentales y radio bases celulares.
Asimismo, se pueden utilizar radioenlaces para extender la cobertura de Internet, como sucede lugares donde no llegaba WiMAX.

## Enlace microondas y sistemas de línea metálica

### Ventajas de los enlaces microondas
- Más baratos.
- Instalación más rápida y sencilla.
- Conservación generalmente más económica y de actuación rápida.
- Puede superarse las irregularidades del terreno.
- La regulación solo debe aplicarse al equipo, puesto que las características del medio de transmisión son esencialmente constantes en el ancho de banda de trabajo.
- Puede aumentarse la separación entre repetidores, incrementando la altura de las torres.

### Desventajas de los enlaces microondas
- Explotación restringida a tramos con visibilidad directa para los enlaces (necesita visibilidad directa)
- Necesidad de acceso adecuado a las estaciones repetidoras en las que hay que disponer.
- Las condiciones atmosféricas pueden ocasionar desvanecimientos intensos y desviaciones del haz, lo que implica utilizar sistemas de diversidad y equipo auxiliar requerida, supone un importante problema en diseño.

## Enlace microondas y fibra óptica
Antes de la fibra Óptica, Estas Microondas formaron durante décadas el corazón del sistema de transmisión telefónica de larga distancia.
Las microondas son también relativamente baratas. Elegir dos torres sencillas y poner antenas en cada uno puede costar menos que enterrar 50 km de fibra a través de un área urbana congestionado sobre una montaña, y también pueden ser más económico que rentar la fibra de alguna compañía que ofrezca el servicio telefónico.

## Fabricantes
Los fabricantes de equipamiento de redes de microondas son:
- Nokia
- NEC
- Ericsson
- Marelli
- Marconi
- GT&E
- GE
- Philips
- Rohde & Schwartz
- Kuhne
- Codan
- Alcatel
- Fujitsu
- Siemens
- ATI
- Hughes
- Ceragon
- Saf Tehnika
- Huawei
- ZTE